# خبز أسمر
الخبز الأسمر او العيش السن (بالإنجليزية: Brown bread)‏ هو تسمية تُعطى غالبًا للخبز المصنوع بكميات كبيرة من دقيق الحبوب الكاملة كمكون أساسي، وعادة ما يكون القمح وأحيانًا مع دقيق الذرة أو دقيق الجاودار (الشيلم)، غالبًا ما يحصل الخبز البني على لونه الداكن المميز من مكونات مثل دبس السكر أو القهوة. في كندا والمملكة المتحدة وجنوب إفريقيا، يشير هذا المصطلح ببساطة إلى خبز القمح الكامل، باستثناء المقاطعات البحرية في كندا ونيو إنجلاند، حيث يقصد به الخبز المصنوع من دبس السكر. في بعض مناطق الولايات المتحدة يُطلق على الخبز البُني أسم خبز القمح (Wheat bread) بدلاً من الخبز الأبيض (White bread).
تحتوي دقيق القمح الكامل الذي يحتوي على جنين القمح الخام، بدلاً من جنين القمح المحمص، على مستويات أعلى من الجلوتاثيون، وبالتالي يؤدي إلى انخفاض حجم الرغيف.
الخبز البُني عبارة تُطلق على مجموعة كبيرة من أنواع الخبز باللون البُني حتى البيضاء التي أكتسبت اللون البُني او الداكن بسبب دبس السكر، بينما الأسمر هي عبارة عربية يُقصد فيها القمح ذو الحبة الكاملة فقط (خبز القمح الكامل [الإنجليزية]).

## خصائص وتكوين
غالبًا ما تحتوي الكربوهيدرات المعقدة الموجودة في الحبوب الكاملة في الخبز البُني على المزيد من الألياف، ويهضم الجسم هذه الأطعمة بشكل أبطأ من الخبز العادي. يتمتع الخبز البني بنكهة أخف وإسفنجية أعلى من الخبز خبز الشيلم النقي وله شكل جمالي. [بحاجة لمصدر]
لقد تم خبز خبز النخالة واستهلاكه لعدة قرون. وفي حوالي عام 1900، أصبح جميع السكان أكثر ازدهارًا، ولهذا السبب استهلك "الشعب" المزيد من الخبز الأبيض. ثم بدأت الطبقة العليا من السكان في استهلاك المزيد من خبز النخالة بدلاً من الخبز الأبيض، والسبب في ذلك هو أنه أصبح هناك وعي متزايد بأن لخبز النخالة تأثيرات صحية أكثر من الخبز الأبيض. كان الطبيب البريطاني توماس ألينسون توماس ألينسون من كبار المدافعين عن استهلاك خبز النخالة.[بحاجة لمصدر]

## معرض الصور

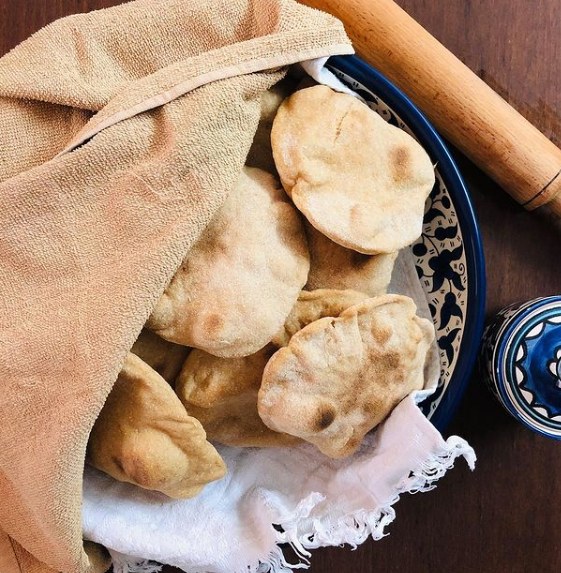
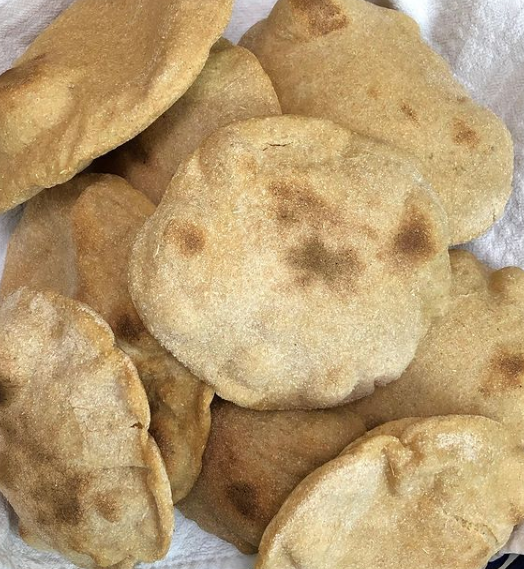
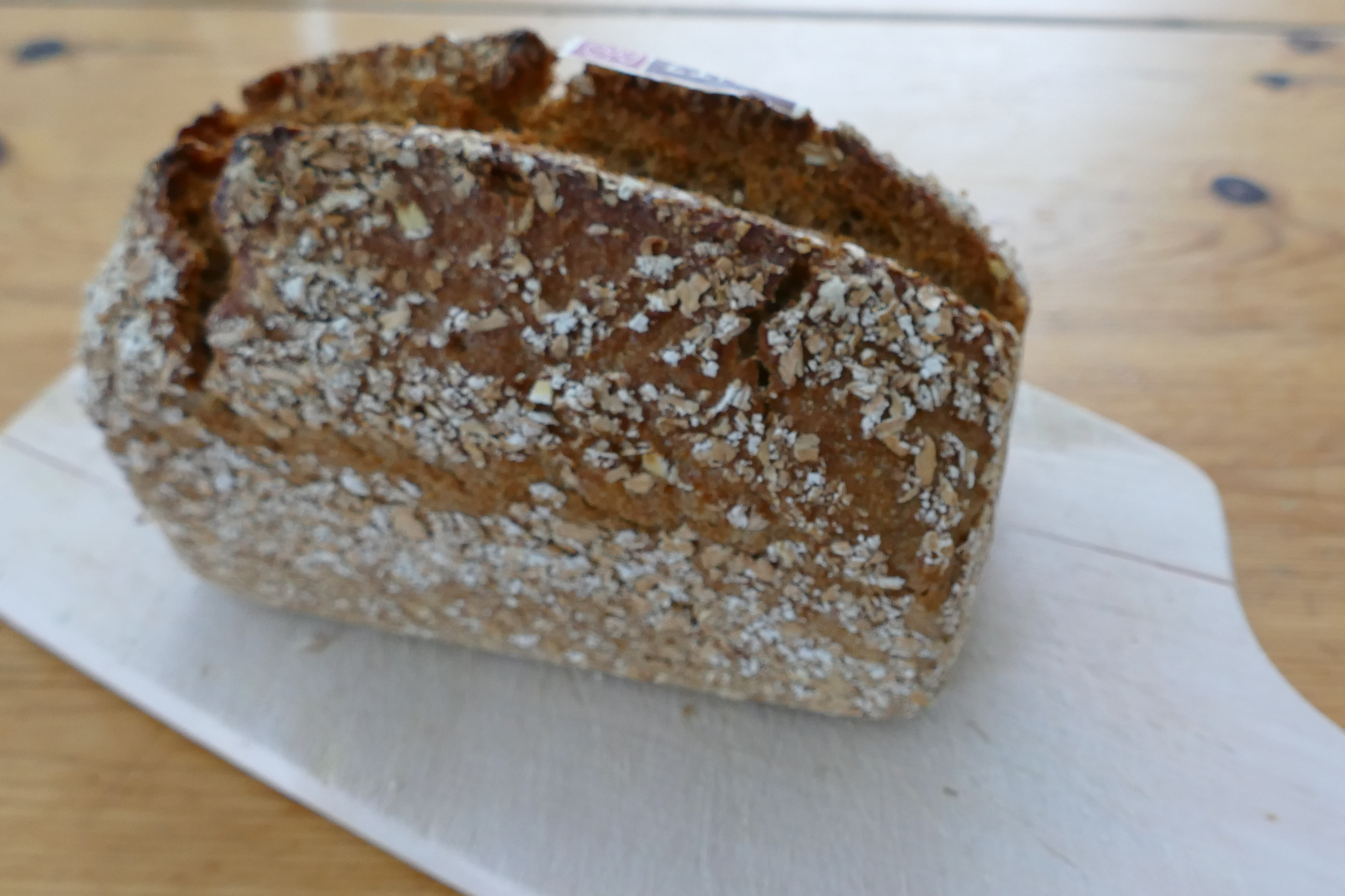
خبز بُني مصنوع من دقيق العلس والدخن.
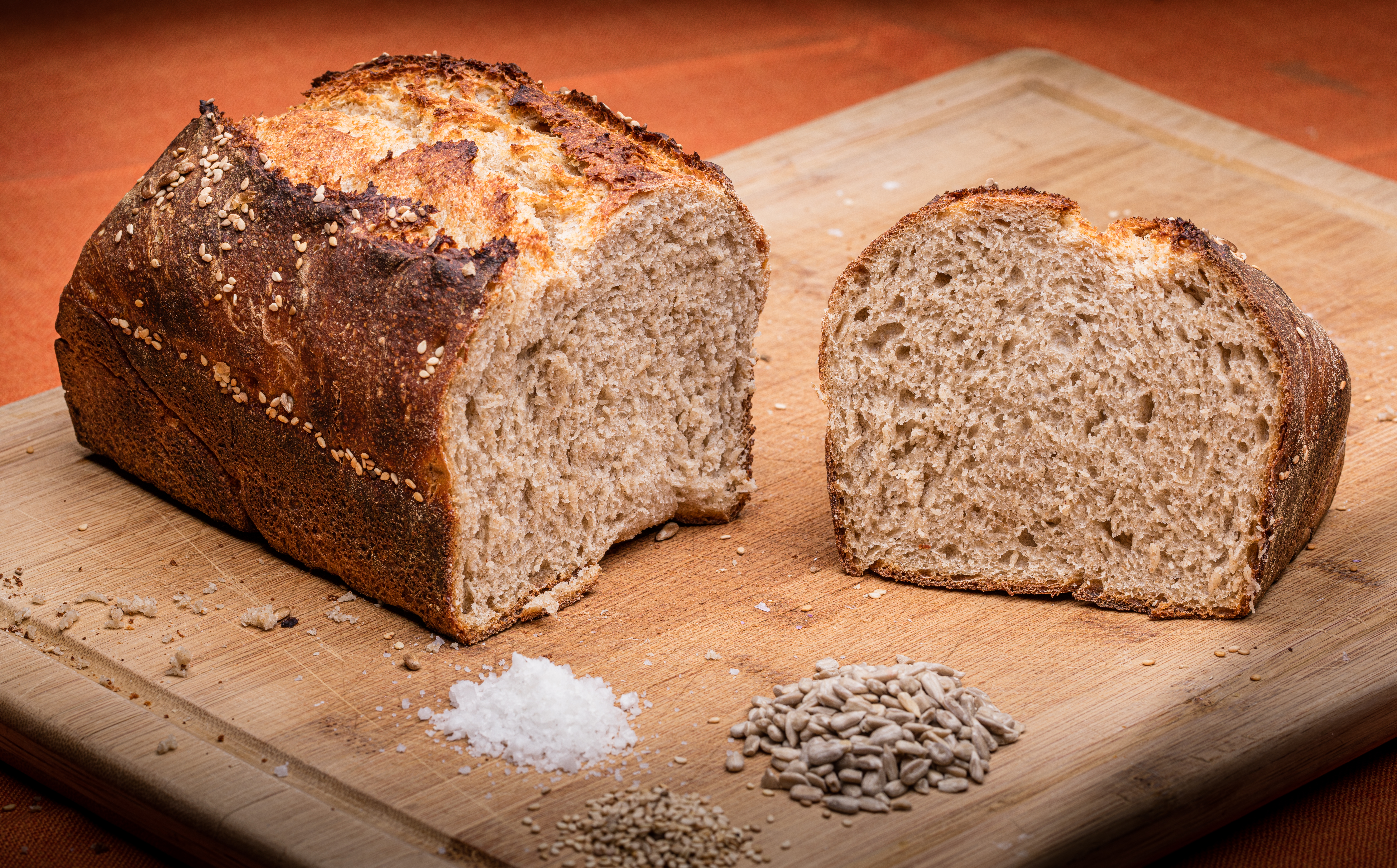
خبز الحبوب الكاملة، وبلون أسمر فاتح.
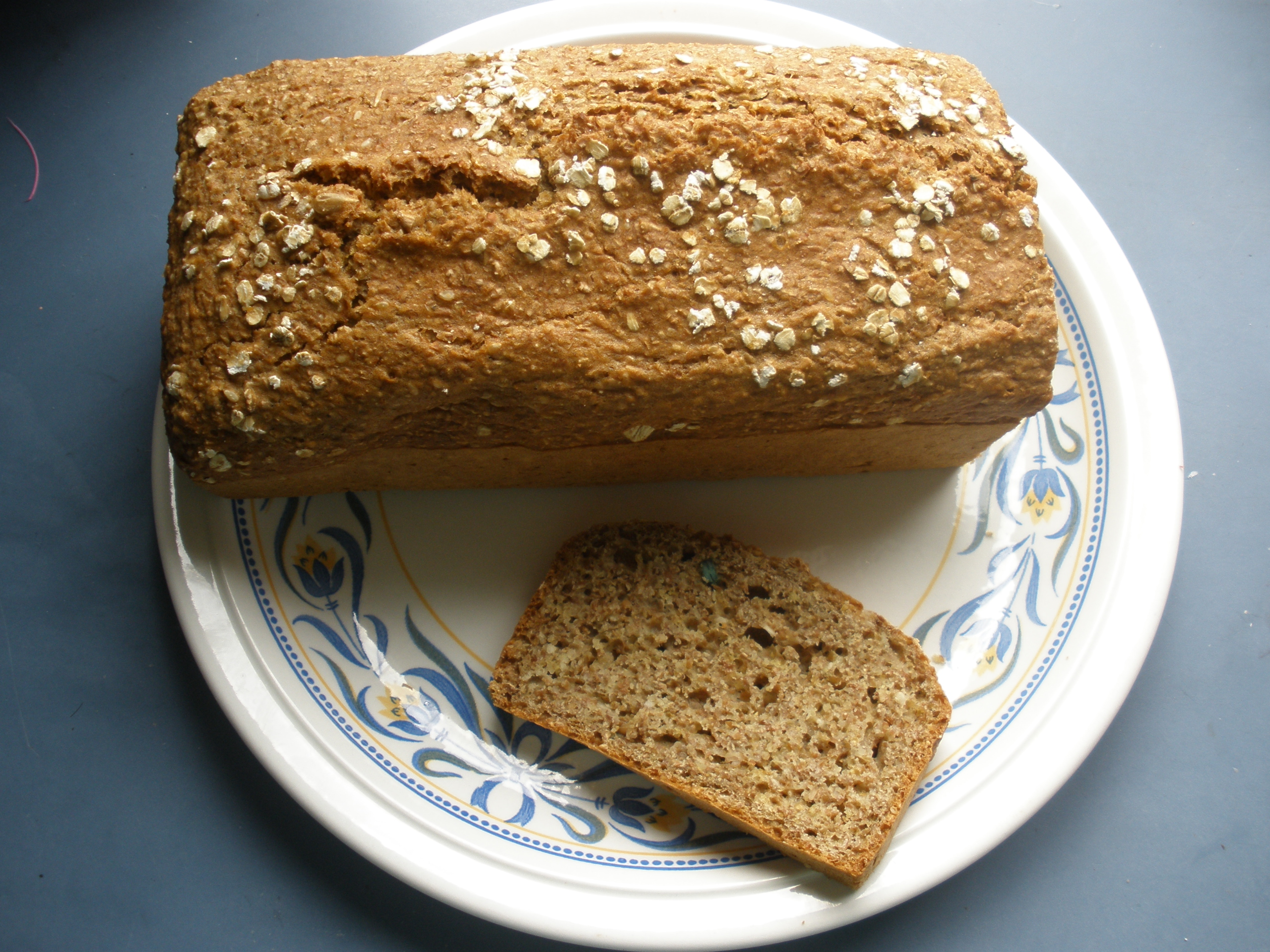
خبز الصودا، بلونه البُني فاتح.
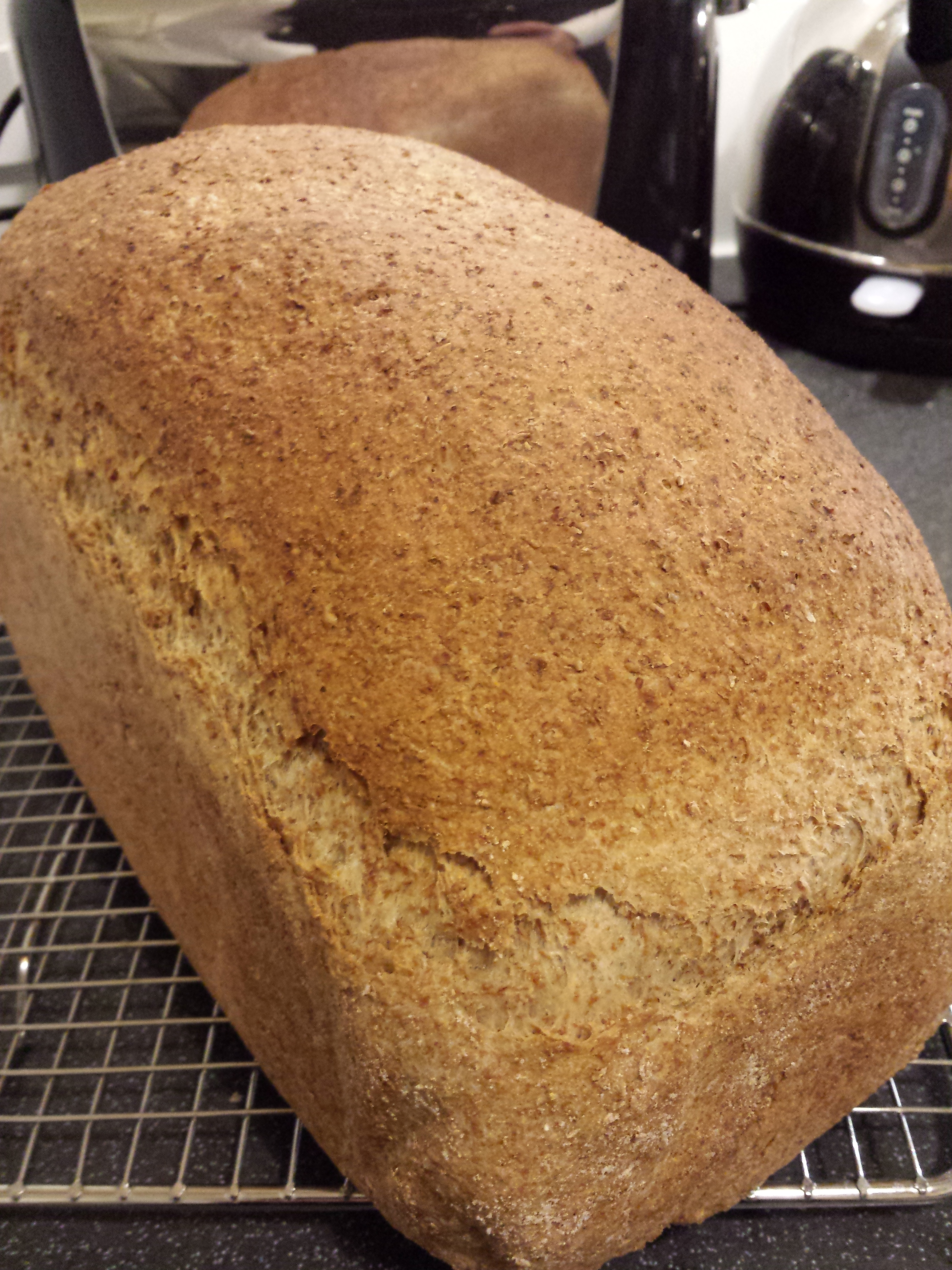
رغيف خبز القمح الكامل، بلون أسمر فاتح.
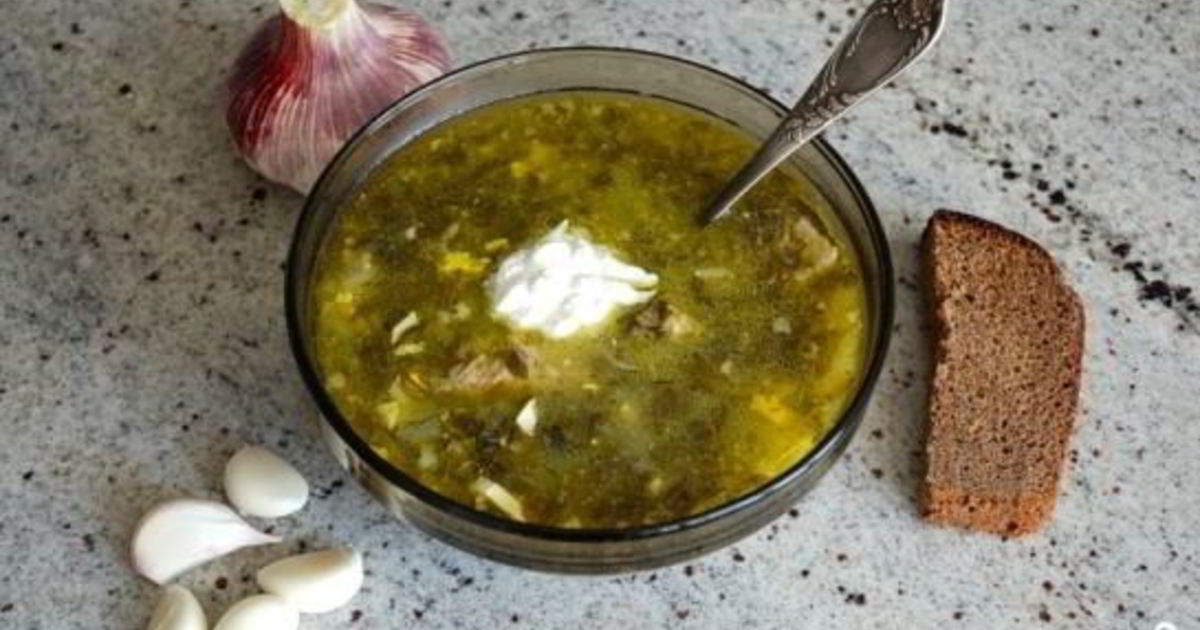
خبز بُني مع حساء الحماض.
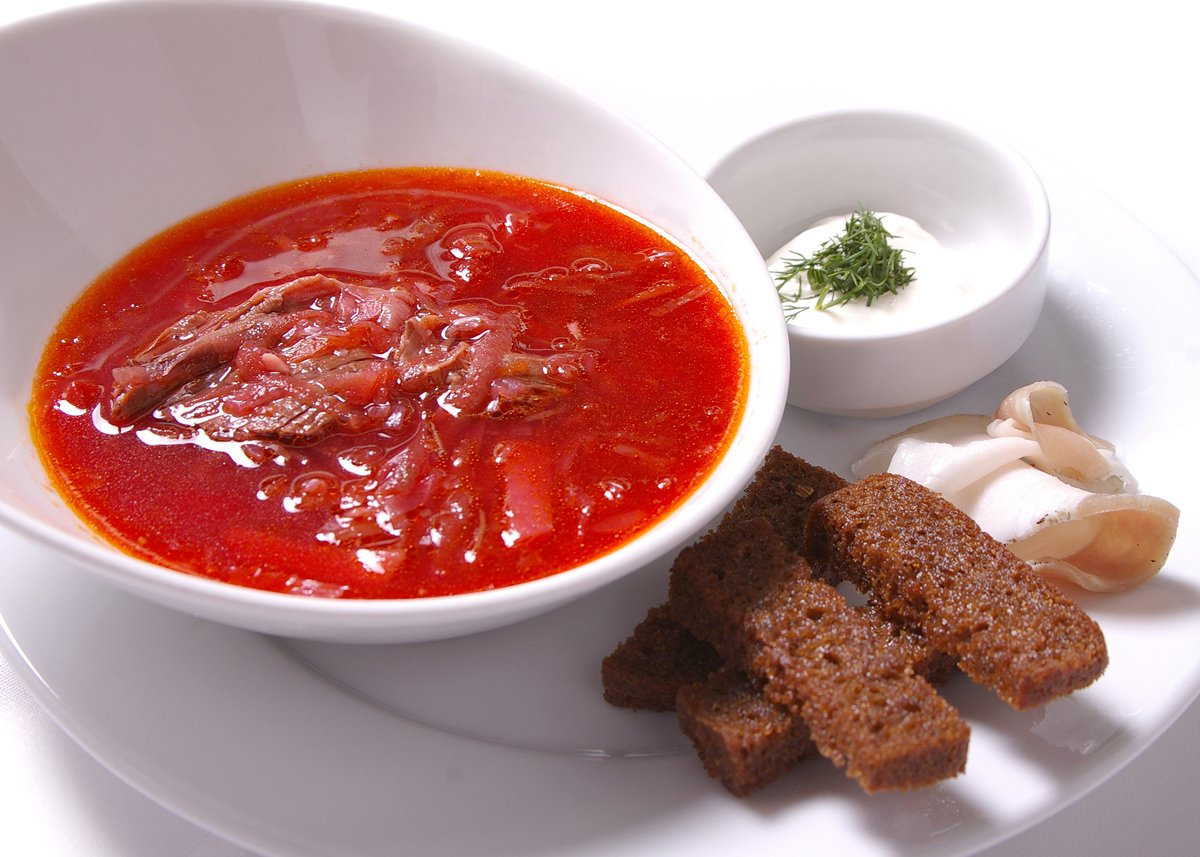
الخبز البُني مع حساء البرش.

## روابط خارجية
- Robert Wells (1903). "Brown Bread Made Quick by Process of Sponging". The new system of making bread. Manchester: Abel Heywood & Son. ص. 134–5.
- وصفة فاني فارمر 1918 للخبز البني
- وصفة الخبز الأسمر
- وصفة Epicurious للخبز البني الايرلندي